# Circonscription de Neqemte
La circonscription de Nekemit est une des 177 circonscriptions législatives de l'État fédéré Oromia, elle se situe dans la Zone Est Welega. Son représentant actuel est Alemayehu Berhanu Negari.